# 9B busz (Salgótarján)
A salgótarjáni 9B jelzésű autóbuszok a salgótarjáni Helyi autóbusz-állomás és Kotyházapuszta között közlekednek úgy, hogy menetrend szerint érintik a város ipari parkját ahová a 9-es busz közlekedik.
A járat lényegében 2012. július 1-jével megszűnt. de Kotyházapusztát továbbra is kiszolgálja autóbuszjárat. Az új menetrendben a 9-es busz bizonyos járatai és a 19-es busznak egyik betérő járata látja el.

## Közlekedés a megszűnés előtt
A vonalon szóló autóbuszok közlekedtek. Rendes menetrend szerint minden busz érintette az ipari parki végállomást, kivéve egy járatot.

## Megállóhelyei
Helyi autóbusz-állomás-Kotyházapuszta útvonalon
| sz.  | megállóhely neve             |  | átszállási kapcsolatok                     | intézmények                                   |
| ---- | ---------------------------- |  | ------------------------------------------ | --------------------------------------------- |
| 0    | Helyi Autóbusz-állomás       |  | Salgótarján autóbuszvonalai                | Autóbusz-állomás Salgótarján külső pu.        |
| 0,5  | Volán telep                  |  | *                                          | Nógrád Volán központi telephely               |
| 0,87 | Tesco                        |  | *                                          | Tesco                                         |
| 1,3  | Zagyvapálfalvai felüljáró    |  | Helyközi autóbuszok - 3 3C 9 19 36 63Y 63A | Zagyapálfalvai templom                        |
| 1,4  | Budapesti úti orvosi rendelő |  | Helyközi autóbuszok - 3 3C 9 19 36 63Y 63A | Síküveggyár épülete, Üveggyapotgyár           |
| 1,9  | Szécsényi úti elágazás       |  | Helyközi autóbuszok - 3 3C 9 19 36 63Y 63A | Üveggyapotgyár főkapu, Zagyvapálfalvai temető |
| 2,2  | Nyéki utca                   |  | Helyközi autóbuszok - 9 19                 |                                               |
| 2,4  | Lucfalvai elágazás           |  | Helyközi autóbuszok - 9 19                 | Ipari üzemek, MÉH telep                       |
| 3,4  | Húsipari üzem                |  | Helyközi autóbuszok                        | Egykori KARANCSHÚS KFT épülete                |
| 4    | Kotyházapuszta               |  | *                                          | *                                             |

Kotyházapuszta-Ipari park útvonalon
| sz. | megállóhely neve   |  | átszállási kapcsolatok | intézmények                                  |
| --- | ------------------ |  | ---------------------- | -------------------------------------------- |
| 4   | Kotyházapuszta     |  | *                      | *                                            |
| 4,6 | Húsipari üzem      |  | Helyközi autóbuszok    | Egykori KARANCSHÚS KFT épülete               |
| 4,9 | Kavicsbánya        |  | 9 19                   | Kavicsbánya, Magyar közút Kht. telephely     |
| 5,3 | Palóc Nagyker KFT. |  | 9 19                   | Outlet Diszkont, Palóc Nagyker KFT irodaháza |
| 5,5 | Ipari Park forduló |  | 9 19                   | Salgó Vagyon KFT irodaháza, Üzemek           |